# ستيف باننوس
ستيف باننوس (بالإنجليزية: Steve Bannos)‏ هو ممثل أمريكي، ولد في 5 أغسطس 1960 بشيكاغو في الولايات المتحدة.

## أعمال

### أفلام
- (2007) سيء جدا[1]
- (2009) أشخاص ظرفاء[2]
- (2013) الحرارة[3]
- (2014) ألكسندر واليوم الرهيب، الفظيع، غير الجيد، السيء جدا[4][5]
- (2015) جاسوس[6]

### مسلسلات
- حب

## وصلات خارجية
- ستيف باننوس على موقع IMDb (الإنجليزية)
- ستيف باننوس على موقع ألو سيني (الفرنسية)
- ستيف باننوس على موقع أول موفي (الإنجليزية)
- ستيف باننوس على موقع قاعدة بيانات الأفلام السويدية (السويدية)
- ستيف باننوس على موقع قاعدة بيانات الفيلم (الإنجليزية)
- ستيف باننوس على موقع كينوبويسك (الروسية)